# Granges-Paccot
Granges-Paccot (antiguamente en alemán Zur Schüren) es una comuna suiza del cantón de Friburgo, situada en el distrito de Sarine. Limita al norte con las comunas de La Sonnaz y Düdingen, con esta última también limita al este, al sur con Friburgo, y al oeste con Givisiez.

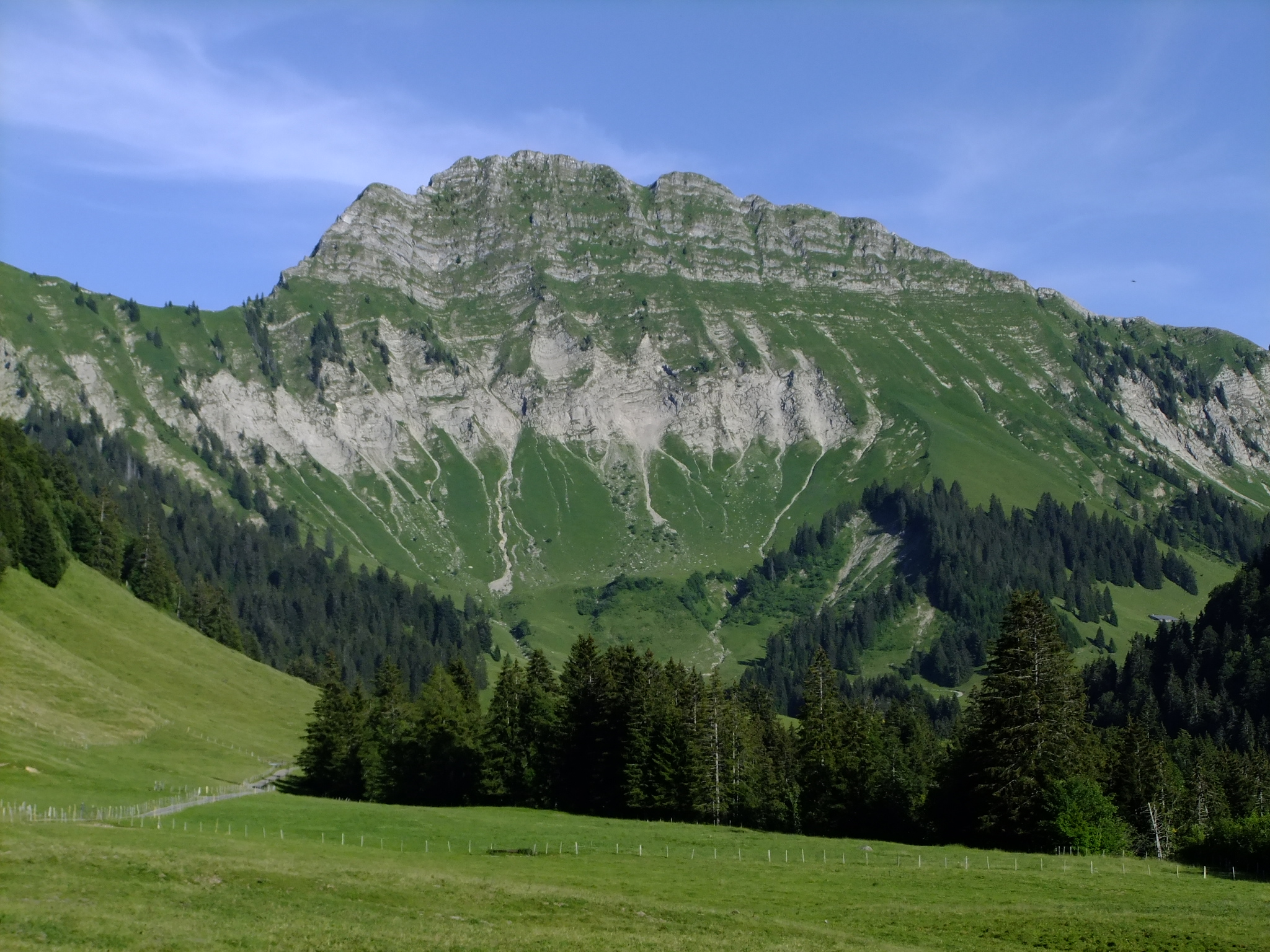
Granges-Paccot.